# Asystent kościelny
Asystent kościelny – nazwa funkcji prezbitera (kapelana) w Kościele katolickim, określana również mianem kierownika duchowego, asystenta duchowego itp., który został wyznaczony do sprawowania funkcji kościelnej pośród zatwierdzonych instytutów świeckich, także tych na prawie papieskim, w których funkcja ta została przewidziana w prawie własnym instytutu czy stowarzyszenia (konstytucji, statucie), zgodnie z normą kodeksu prawa kanonicznego (KPK) 317, § 1).
W stowarzyszeniach niekleryckich świeccy mogą pełnić funkcję przewodniczącego; na to stanowisko nie wolno wyznaczać kapelana, czyli asystenta kościelnego, chyba że statut stanowi inaczej (KPK 317, § 3). 
Nie ma zdefiniowanych wspólnie przez instytuty zadań takich asystentów i dlatego co pewien czas jakiś instytut stawia Stolicy Apostolskiej zapytanie odnośnie do tej kwestii.